# Expansão assintótica
Em matemática, uma expansão assintótica (também chamada de expansão de Poincaré) de uma dada função f na vizinhança de um ponto é uma soma finita de funções de referência que fornece uma boa aproximação do comportamento da função f na vizinhança considerada. A questão de convergência não importa, ao contrário do que acontece no estudo das série de potências. O conceito de expansão assintótica foi introduzido por Henri Poincaré para estudar o problema dos n-corpos em mecânica celeste por meio da teoria das perturbações.